# Nora Tilley
Nora Tilley (Brussel, 3 februari 1952 – Putte, 20 juni 2019) was een Belgische actrice.

## Biografie
Haar debuut maakte Tilley in de kinderserie Magister Maesius. Daarin vertolkte ze de rol van de mooie Irena. 
In Vlaanderen werd ze bij het grote publiek bekend als 'dactylo' Carolien Van Kersebeke in de uiterst populaire BRT-dramareeks De Collega's (1979). 
Later vroeg schrijver Jan Matterne haar nogmaals voor zijn nieuwste serie Het Pleintje (1986). Tilley speelde de "groene" Barbara Vink die menig mannenhart deed smelten, onder andere die van haar ex-"collega" Johny Voners en Jo De Meyere.
In 1983 kroop ze in de (naakte) huid van 'dorpshoer' Julie in Dré Poppes historische verfilming over de Eerste Wereldoorlog, Daar is een mens verdronken, van de Vlaamse schrijver Ernest Claes.
In 1988 speelde Tilley opnieuw haar collega-personage Caroline in de film De kollega's maken de brug en in 2018 als gastrol in De Collega's 2.0. In de jaren 80 en 90 speelde ze nog in talrijke films zoals De Kapersbrief (1989), Moordterras (1991), Intensive Care (1991), Het glas van roem en dood (1992), Les sept péchés capitaux (1992). 
Haar bekendste hoofdrollen voor televisie zijn die van Betty Van Ginderen in Thuis (2005-2006), Claire De Ruyter in Familie (1994-1996) en Samantha ‘Sam’ De Winter in Wittekerke, een serie waarin ze 6 jaar speelde (van 1997 tot 2003). Ze was ook te zien in vele gastrollen zoals Niet voor publikatie (Isabel), Sedes & Belli, De Wet volgens Milo, Hof van Assisen , F.C. De Kampioenen (Micheline Van Bel) enz. Haar laatste gastrol (als Isabelle Maerschalck) dateert van 2010 in de VTM-politieserie Aspe.
In de theaterwereld is Tilley lang actief geweest in het Mechels Miniatuur Teater, niet toevallig het theater waar De Collega's zijn oorsprong vond. Van 1998-2006 was Tilley te zien in het ondertussen ter ziele gegane Raamtheater. Amanda en de Widowmaker, Frankie en Johny au clair de lune, de Libertijn zijn slechts een paar stukken waar ze in acteerde. De laatste jaren acteert ze nog slechts af en toe voor het Antwerpse theatergezelschap Theater aan de Stroom, waar ze te zien is in toneelbewerkingen van o.a. Walter van den Broeck en Harry Mulisch.
Tilley hield zich aan het einde van haar leven hoofdzakelijk bezig met het uitbaten van een afslankings- en wellnesscentrum in Putte en een bio-restaurant in Bonheiden. In augustus 2018 gaf ze in de media aan gediagnosticeerd te zijn voor amyotrofe laterale sclerose (ALS). Tilley koos uiteindelijk voor euthanasie en overleed thuis op 20 juni 2019.